# Médaille Spearman
 (janvier 2022).
La médaille Spearman (en anglais : Spearman medal) est un prix de recherche scientifique décerné par la British Psychological Society depuis 1965. 

## Histoire
Elle est attribuée à un chercheur en début de carrière, en reconnaissance d'une publication remarquée dans le champ de la psychologie qui représente un apport significatif en termes d'apports théoriques, d'originalité et de diffusion de la recherche scientifique dans ce domaine. Le prix a été créé en 1965 et est nommé en l'honneur de Charles Spearman.
Le travail présenté par le candidat doit avoir été publié moins de huit ans après l'obtention du doctorat. La candidature est sans condition de nationalité, mais le chercheur doit résider au Royaume-Uni.
Les lauréats de la médaille Spearman sont invités à donner une conférence au colloque annuel de la Société de psychologie.